# Paul Van Hoeydonck

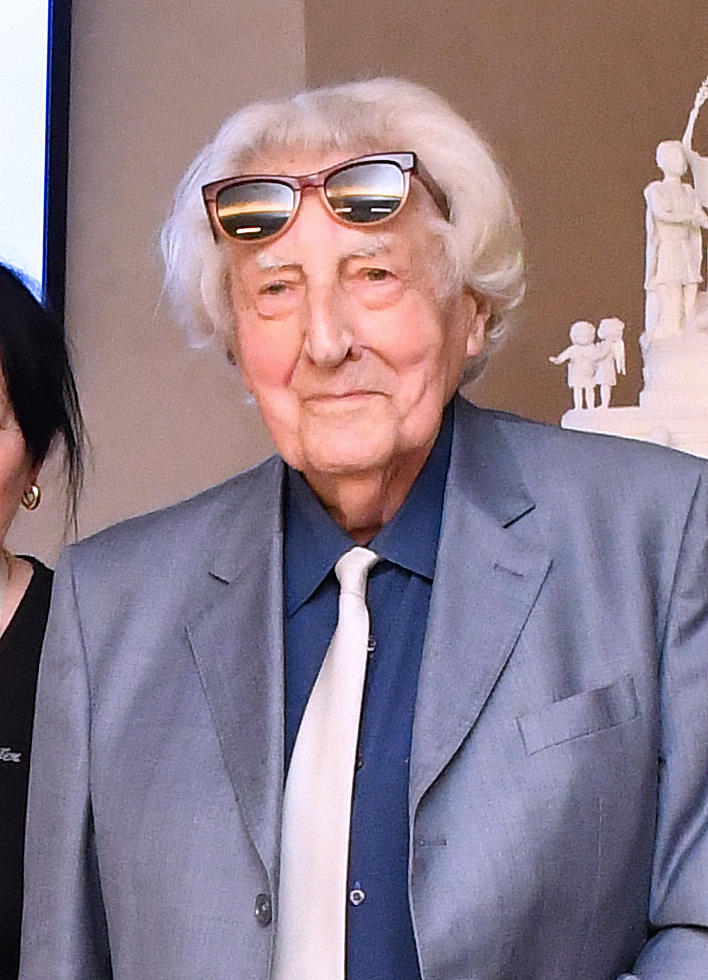
Paul Van Hoeydonck am 28. Juni 2019

 Paul Van Hoeydonck  (* 8. Oktober 1925 in Antwerpen; † 3. Mai 2025 in Wijnegem) war ein belgischer Künstler. Er betätigte sich als Maler, Zeichner, Collage- und Reliefkünstler, als Bildhauer und Grafiker. Paul Van Hoeydonck ist der erste Künstler, der ein Objekt für den Erdmond gestaltet hat. Er lebte in Antwerpen.

## Leben und Werk

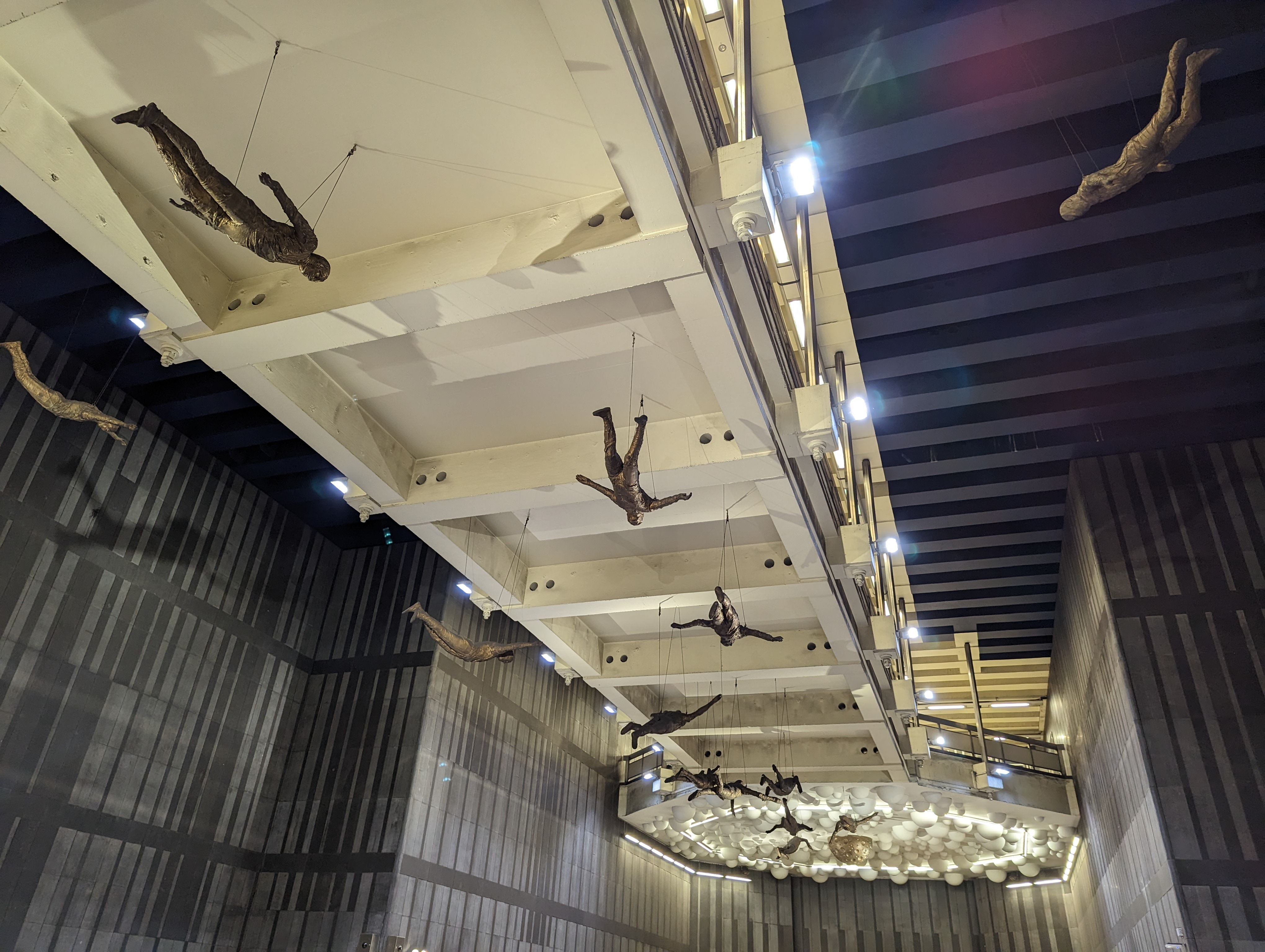
Paul Van Hoeydoncks, 16 x Icarus, Comte de Flandre, Metrostation in Brüssel

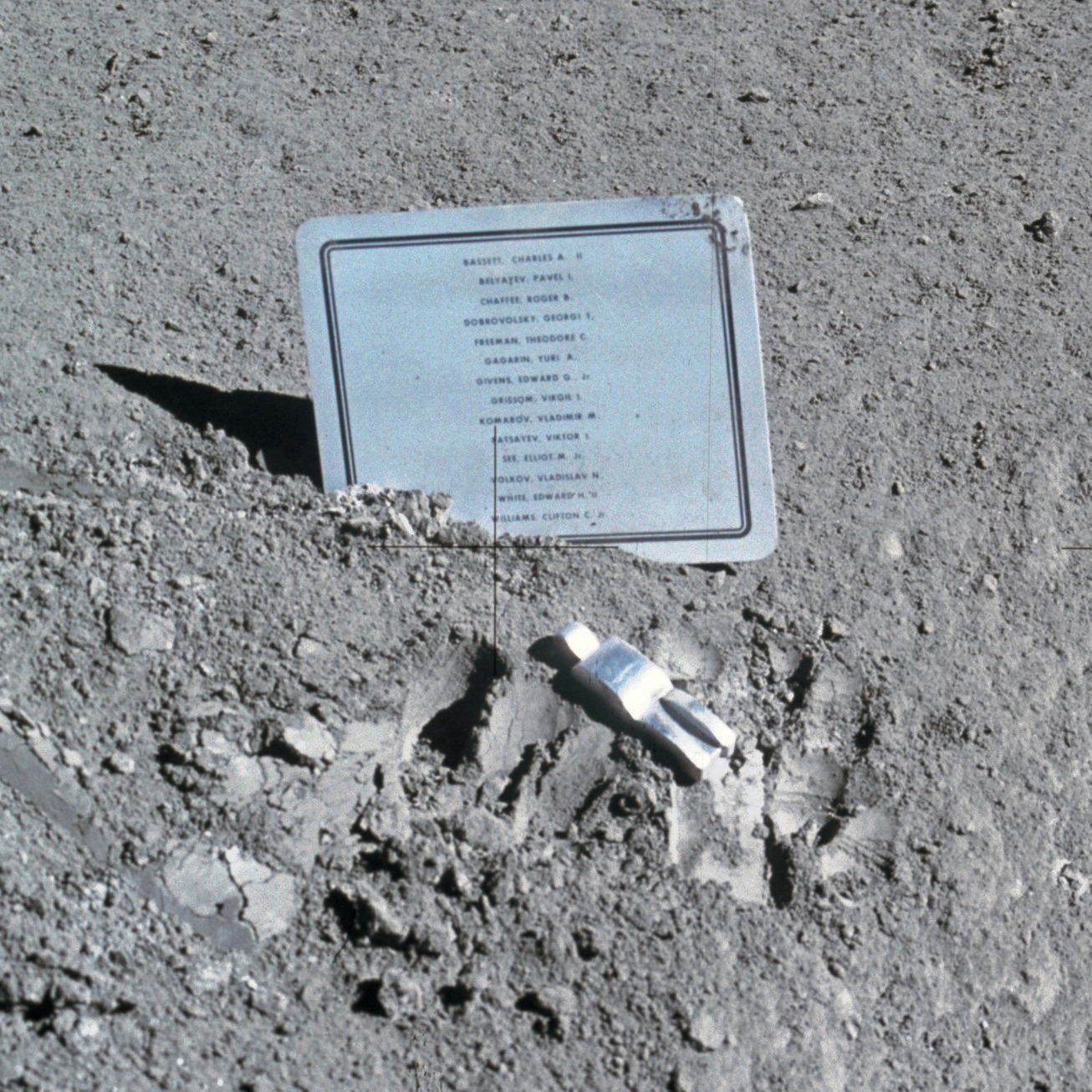
Paul Van Hoeydoncks, Fallen Astronaut auf dem Mond

Im Jahr 1941 besuchte Van Hoeydonck Abendkurse für Zeichnen an der Akademie in Antwerpen. Er arbeitete eine Zeit lang im Zeichenatelier von Jos Hendrickx (1906–1971). Später studierte er noch am Kunsthistorischen Institut in Antwerpen und am Instituut voor Kunstgeschiedenis en Oudheidkunde in Brüssel. Er ging seinen Weg als Künstler aber im Prinzip als Autodidakt.
Seine erste Einzelausstellung hatte er 1952 in Antwerpen. In den folgenden Jahren lebte und arbeitete er abwechselnd in Belgien und den USA. Im Jahr 1964 war Van Hoeydonck Teilnehmer der documenta III in Kassel mit einigen Reliefarbeiten aus lackiertem Holz.
Im Jahr 1971 bekam Paul Van Hoeydonck den Auftrag, ein Kunstwerk für die nächste Mondmission der Apollo 15 zu erstellen.
Das Kunstwerk Fallen Astronaut besteht aus einer Statuette eines Raumfahrers (etwa 84 mm groß) und einer Aluminiumplakette, auf der die Namen der bis 1971 mehrheitlich bei Unfällen gestorbenen (acht) US-amerikanischen Astronauten und (sechs) sowjetischen Kosmonauten verzeichnet sind. Der Fallen Astronaut wurde von den beiden amerikanischen Apollo 15-Astronauten David Randolph Scott und James Benson Irwin am Landeplatz auf dem Mond bei den Hadley-Apenninen platziert. Die Metallplatte wurde aufgestellt und die kleine Skulptur – der „Gefallene Astronaut“ – danebengelegt.
Paul Van Hoeydoncks Werke sind Bestandteil wichtiger Sammlungen und Museen in Europa und Amerika.